# Irish International 2012
Die Irish International Future Series 2012 im Badminton fand vom 11. bis zum 14. Oktober 2012 in Dublin statt. Es war die erste Auflage dieser Veranstaltung, nicht zu verwechseln mit den traditionsreicheren Irish Open.

## Sieger und Platzierte
| Disziplin    | Gold                        | Silber                             | Bronze                                   |
| ------------ | --------------------------- | ---------------------------------- | ---------------------------------------- |
| Herreneinzel | Mattias Wigardt             | Maxime Michel                      | Jamie Bonsels                            |
| Herreneinzel | Mattias Wigardt             | Maxime Michel                      | Marius Myhre                             |
| Dameneinzel  | Perrine Lebuhanic           | Sinead Chambers                    | Fontaine Chapman                         |
| Dameneinzel  | Perrine Lebuhanic           | Sinead Chambers                    | Monika Radovska                          |
| Herrendoppel | Daniel Font Oliver Gwilt    | Martin Campbell Angus Gilmour      | Jonas Christensen Marius Myhre           |
| Herrendoppel | Daniel Font Oliver Gwilt    | Martin Campbell Angus Gilmour      | Morten Eilby Rasmussen Søren Toft Hansen |
| Damendoppel  | Sinead Chambers Jennie King | Rachael Darragh Alannah Stephenson | Sonja Pekkola Monika Radovska            |
| Damendoppel  | Sinead Chambers Jennie King | Rachael Darragh Alannah Stephenson | Amanda Andern Mikaela Henrietta Jantti   |
| Mixed        | Edward Cousins Keelin Fox   | Stuart Lightbody Caroline Black    | Jonathan Dolan Alannah Stephenson        |
| Mixed        | Edward Cousins Keelin Fox   | Stuart Lightbody Caroline Black    | Patrick MacHugh Caitlin Pringle          |